# Isla Ginger
La Isla Ginger (en inglés: Ginger Island) Es una isla en la actualidad deshabitada de las Islas Vírgenes Británicas en el Caribe. Es una de las últimas islas aún sin desarrollar y de propiedad privada en el territorio. Es además donde se ubican dos de los mejores sitios de buceo en las Islas Vírgenes Británicas: "Alice in Wonderland" y "Ginger Steppes". 